# Bareppa
Bareppa – osada w Anglii, w Kornwalii. Leży 31 km na wschód od miasta Penzance i 383 km na południowy zachód od Londynu.